# 橋本昇治
橋本 昇治（はしもと しょうじ、1938年または1939年 - ）は、日本の政治家。自由民主党所属。大阪府議会議員、大阪府議会議長 (94期)を歴任。旭日中綬章受章。

## 来歴
- 1991年4月 大阪府議会議員選挙 四条畷市選挙区 (定数1) で当選[2]
- 1995年4月 大阪府議会議員選挙 四条畷市選挙区 (定数1) で当選[3]。1998年5月から1年間、大友康亘副議長とともに第94代大阪府議会議長[4]。
- 1999年4月 大阪府議会議員選挙 四条畷市選挙区 (定数1) で当選[5]
- 2003年4月 大阪府議会議員選挙 四条畷市選挙区 (定数1) で当選[6]
- 2007年4月 大阪府議会議員選挙 四条畷市選挙区 (定数1) で無投票当選[7]

## 栄典
- 2014年4月 平成26年春の叙勲で地方自治功労により旭日中綬章を受章[1]